# Brunoise

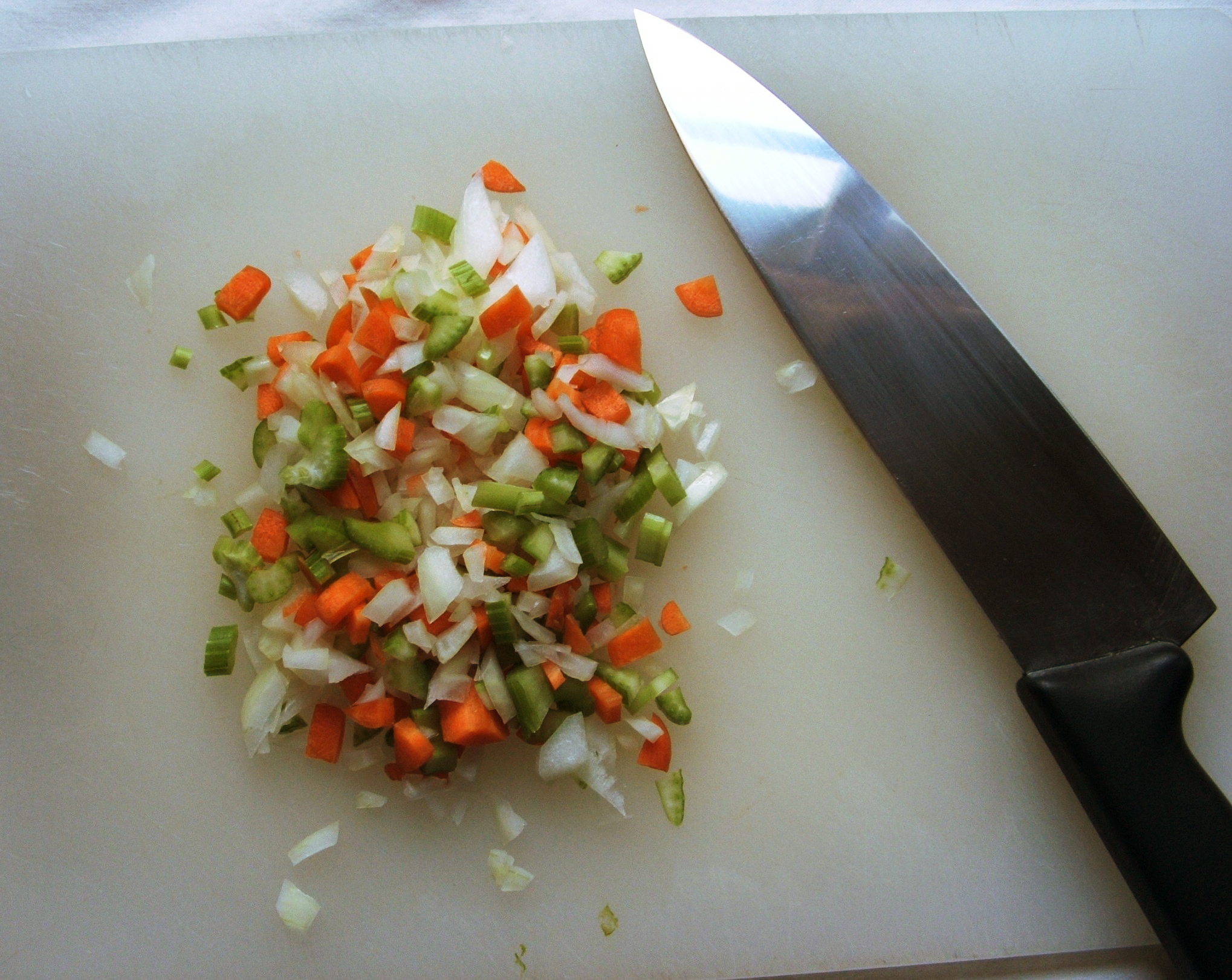
Een brunoise gesneden mirepoix

Brunoise is een culinaire vakterm voor alles wat eetbaar is en in blokjes gesneden wordt, een snijwijze. Vaak worden de blokjes even in boter, vet of olie bruin gebraden, als onderdeel van garnituur; ook alle fijngesnipperde groenten die even in boter gebruind zijn voor het maken van saus, soep of vulsels (farces). Couper en brunoise betekent: in blokjes snijden. Rauwe blokjes kunnen ook gebruikt worden in verschillende salades.